# Stellite
Stellite ist der kommerzielle Name für Hartlegierungen auf Cobalt-Chrom-Basis. Heute werden sie als Nichteisenlegierungen geführt, jedoch ist aus den 1950er-Jahren auch Stellite mit bis zu 20 % Volumenanteil Eisen bekannt.

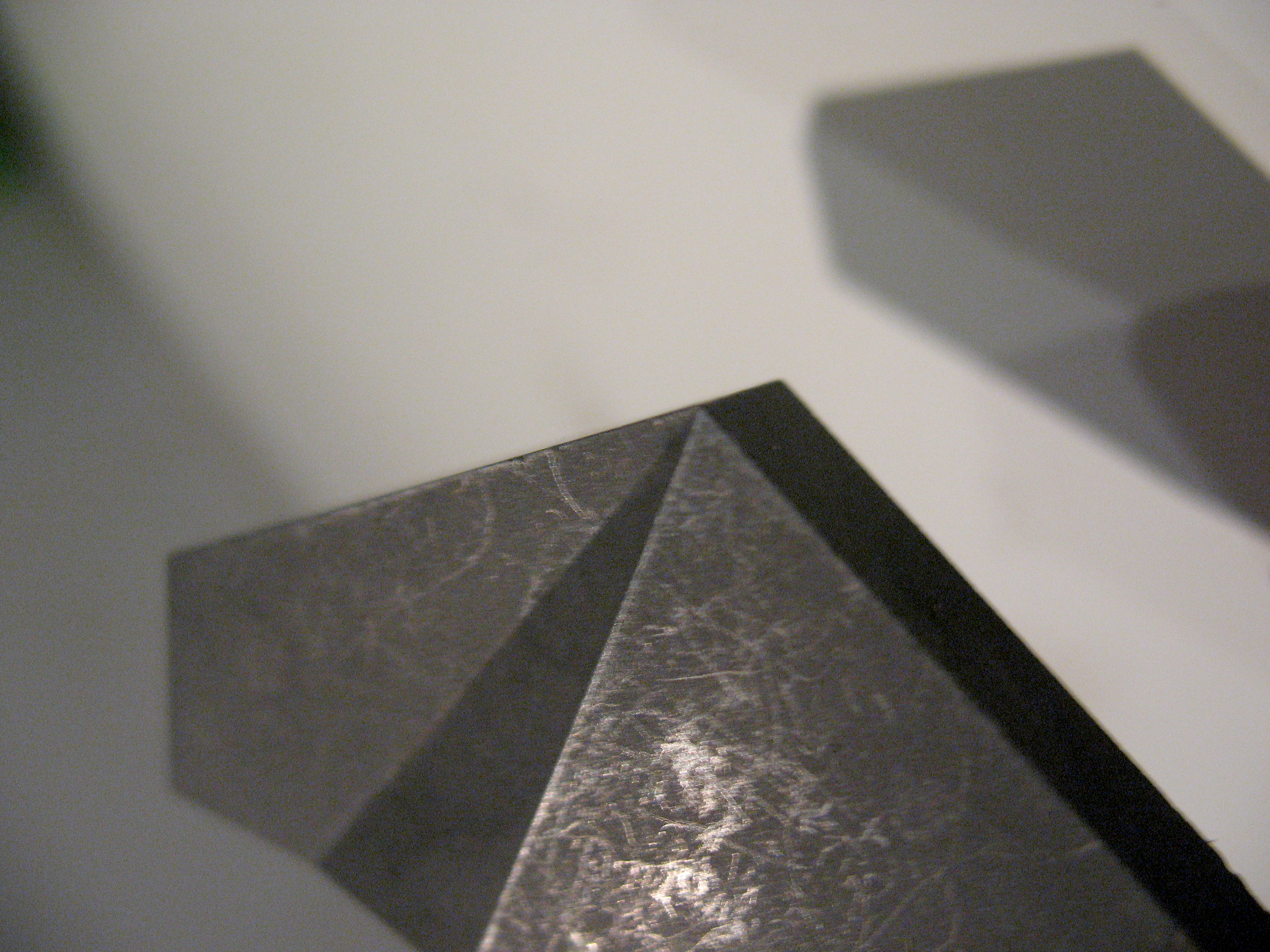
Schneidwerkzeug – Schneidkeil

Stellite enthält je nach Einsatzgebiet Anteile von Chrom, Wolfram, Nickel, Molybdän und Kohlenstoff, der durch die Bildung von Carbiden einen großen Einfluss auf die Eigenschaften der Legierung hat. Das Hauptmerkmal von Stellite ist eine hohe Beständigkeit gegen Verschleiß wie beispielsweise Korrosion oder Abrasion, die auch bei hohen Temperaturen erhalten bleibt, wodurch sie aber auch schwer zu bearbeiten sind.
Stellite wird für Bauteile bevorzugt, die hohen Verschleißbelastungen ausgesetzt sind. Dazu gehören unter anderem Schneidwerkzeuge, Laufschienenpanzerungen von Motorsägeschwertern, Auskleidungen von Waffenläufen, Teile von Turboladern, Ventilsitze von Verbrennungsmotoren oder Schiffsdieselpanzerungen. Weitere Anwendungen finden sich bei der Energieerzeugung durch Turbinen, der Lebensmittelherstellung, der Öl- und Gasgewinnung, in der Glasindustrie, der Petrochemie, im Armaturenbau als metallischer Ventilsitz sowie im Maschinen- und Anlagenbau.
Stellite kann sowohl vergossen werden als auch als Beschichtungswerkstoff in Form von Stäben, Pulvern, Drähten oder Elektroden auf stark beanspruchte Oberflächen aufgeschweißt oder aufgespritzt werden.

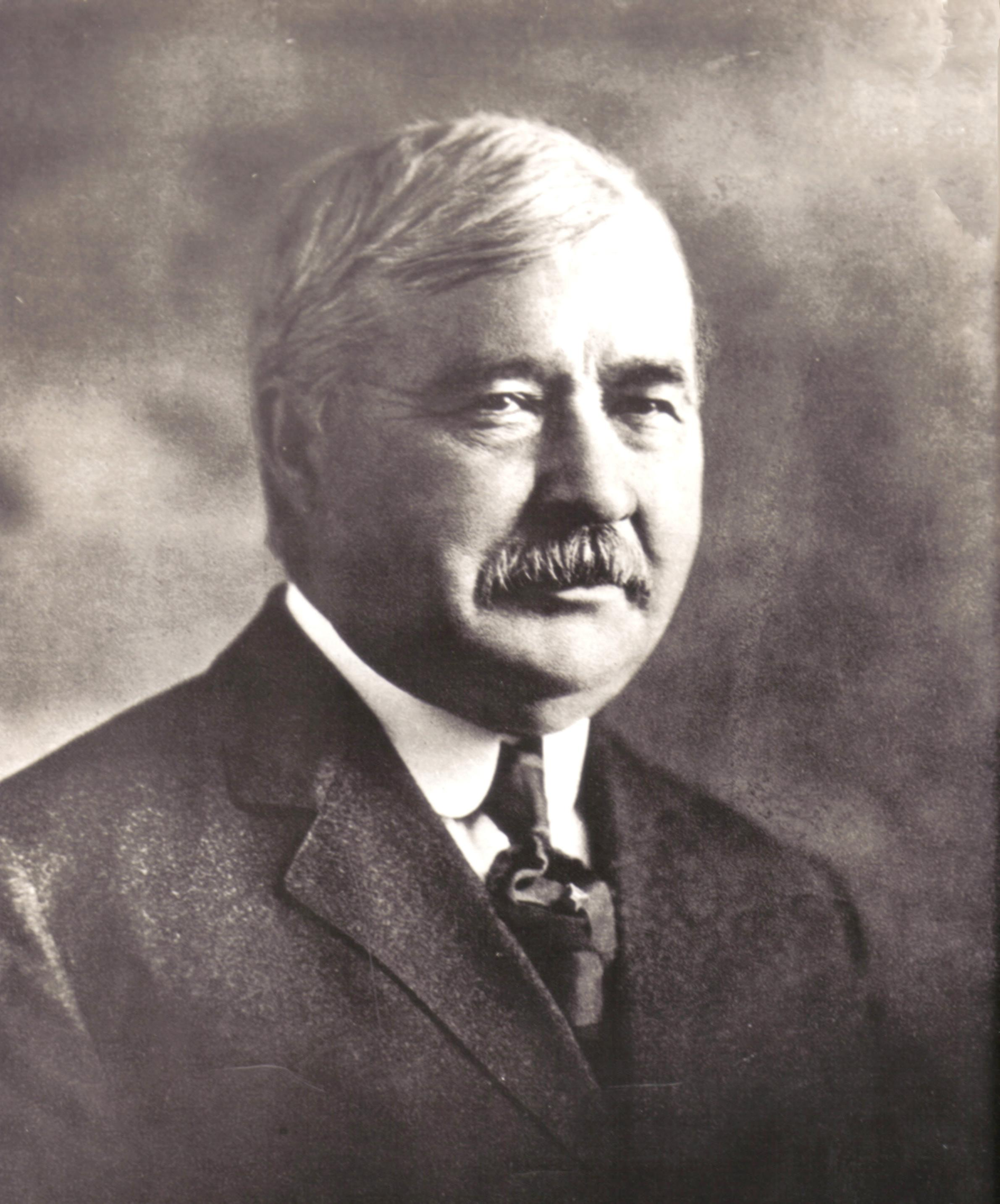
Elwood Haynes

Ende des 19. Jahrhunderts ließ sich der US-Amerikaner Elwood Haynes (1857–1925) diese Hartlegierungen auf Kobaltbasis patentieren, die ihren Namen wegen ihres Glanzes vom lateinischen Wort Stella (Stern) ableitete. Der im kanadischen Deloro ansässige Goldminenbesitzer Michael John O’Brien erhielt die Lizenz zur Produktion. Zusammen gründeten Haynes und O’Brien 1917 die Deloro Smelting and Refining Company Ltd., aus der sich später die Firma Deloro Stellite entwickelte. Ende 2012 wurde Deloro Stellite von Kennametal Inc. akquiriert und vertrieb weiterhin Stellite. 2015 wurden die europäischen Werke der Deloro Stellite von Madison Industries in Chicago übernommen und in Deloro umbenannt. Deloro produziert neben dem Hauptsitz in Koblenz an drei weiteren Standorten in Europa.